# Вальдес, Вера
Вера Вальдес (род. в 1936 году в Рио-де-Жанейро) — бразильская модель и актриса, которая сделала свою карьеру во Франции, в частности, сотрудничая с Chanel.

## Карьера
В возрасте 7 лет она сыграла главную роль в фильмах «Пеллеас и Мелизанда» по сценарию Оскара Нимейера. Имея дипломатический паспорт, она приехала в Париж в 1952 году и год проработала у Эльзы Скиапарелли. Затем она отправилась на показ для Dior с Виктуар Дутрело (французской моделью, музой Диора и Сен-Лорана. Благодаря Сьюзи Паркер она познакомилась с Коко Шанель в 1953 году. Она позирует с Мари-Элен Арно в творениях Коко Шанель для Paris Match.  5 февраля 1954 года   Шанель устроила свой первый послевоенный показ мод, где 19-летняя Арно и 17-летняя Вальдес были ведущими моделями.
В начале 2010-х она была частью экспериментальной театральной труппы Teatro Oficina, которой руководил Хосе Челсо. В конце 2008 года в возрасте 72 лет Вальдес снялась обнажённой для бразильского журнала Trip.

## Личная жизнь
У неё были роман с журналистом Paris Match Бернаром Жикелем,   моделью Чайной Мачадо и режиссёром Луи Малем. У Веры есть дочь Паула от  актёра Луиса Линьяреса (1926-1995) и дочь Мариана (род. 1969) от Педро, сына известного музыканта Винисиуса де Мораеса.